# Tarde lo conocí (canción)
Tarde lo conocí es el primer sencillo del álbum Con aroma de mujer en la voz de Patricia Teherán y Las Diosas del Vallenato grabado por la compañía Codiscos, compuesto por Omar geles  mina y publicado el 3 de agosto de 1994 que se convirtió en toda una temporada y ocupaba primeros lugares de popularidad en Colombia y Venezuela.

## Ventas millonarias
Fernando López Henao productor de la compañía y gerente ejecutivo hace entrega a Patricia Teherán el disco de oro por los logros de su primera producción discográfica con Las Diosas del Vallenato, Tarde lo conocí fue el éxito más sonado y vendido en ese momento, eso ocurrió en la presentación del programa musical El show de las estrellas de Jorge Barón Televisión emitido el día domingo 4 de diciembre de 1994.

## Producción y arreglos
El tema contó bajo los arreglos musicales de Darío Valenzuela conocido como El brujo de la consola.

## Tema del momento
Para ese año el éxito Tarde lo conocí formó parte de la producción de Codiscos titulada El disco del año Volumen 26, el cual pasó a ser uno de los éxitos del momento y se incluyó un vídeo musical.

## Telenovela
El éxito Tarde lo conocí se incuria ya de fondo basado en la vida de Patricia Teherán quien fallecería en un accidente automovilístico el 19 de enero de 1995. El Canal Caracol la transmitió en el año 2017 y era protagonizada por la actriz María Elisa Camargo.
- Datos: Q85878214